# Изоляция привилегий пользовательского интерфейса
Изоляция Привилегий Пользовательского Интерфейса (англ. User Interface Privilege Isolation, UIPI) — технология, внедренная в Windows Vista и Windows Server 2008 для борьбы с разрушительными атаками. Используя обязательный контроль целостности, он препятствует отправке процессами с более низким уровнем целостности сообщений до процессов с болеем высоким уровнем целостности (за исключением очень специфического набора сообщений пользовательского интерфейса). Оконные сообщения предназначены для передачи действий пользователей процессам. Однако они могут использоваться для запуска произвольного кода в контексте получающего процесса. Это может быть использовано вредоносным процессом, имеющим низкий уровень целостности, для запуска произвольного кода в контексте процесса с более высоким уровнем целостности, что представляет собой эскалацию несанкционированного предоставления привилегий. UIPI позволяет защитить системы от подрывных атак, ограничивая доступ к некоторым векторам для выполнения кода и внедрения данных.
UIPI и обязательный контроль целостности, в целом, является функцией безопасности, но не пределом безопасности. Общедоступные приложения пользовательского интерфейса могут быть разрешены в обход UIPI, установив значение «uiAccess» в TRUE как часть их файла манифеста. Тем не менее, для того, чтобы этот флаг был задан в UIPI Windows, приложение должно быть установлено в каталоге Program Files или Windows и иметь действующую цифровую подпись и подтверждено сертификатом. Для установки приложения в любое из этих мест требуется, по крайней мере, пользователь с привилегиями локального администратора, работающий в процессе с высоким уровнем целостности.
Таким образом, вредоносное ПО, пытающееся перейти в позицию, где оно может обойти UIPI, должно:
1. Использовать действующий сертификат, изданный с помощью одобренного авторизационного кода.
2. Выполнить атаку против пользователя с правами администратора
3. Убедить пользователя подтвердить запуск программы с правами администратора в окне UAC.

Microsoft Office 2010 использует UIPI для «защищенного просмотра», чтобы запретить потенциально опасным документам изменять компоненты, файлы и другие ресурсы в системе.